# François Marchand
Pour les articles homonymes, voir Marchand et François Marchand (homonymie).
François Marchand est un sculpteur français, né à Orléans vers 1500, et mort à Paris en août 1551.

## Biographie
On possède peu d'éléments sur sa biographie.
Il est connu en 1542 pour travailler à la restauration de la statue de Jeanne d'Arc dans l'hôtel de ville d'Orléans.
Le contrat est passé le 12 septembre 1542 entre François Marchand et le chapitre de la cathédrale Notre-Dame de Chartres pour deux groupes devant orner le tour du chœur et un bas relief en pierre de Tonnerre :
- la présentation de Jésus au Temple (scène n° 13)[1] ;
- le Massacre des innocents (scène n°14)[2].

Le bas relief représente la Fuite en Égypte.
Les groupes sont exécutés suivant le style de la Renaissance. Les personnages sont habillés à l'Antique. Ces scènes sont placées dans la quatrième travée sud, à la suite des douze groupes sculptés par Jehan Soulas, dont François Marchand doit s'inspirer.
L'abbé de Saint-Père-en-Vallée lui commande la décoration de son église avec neuf reliefs de pierre représentaient les épisodes des Actes des apôtres :
- Saphire devant saint Pierre ;
- Guérison d’un possédé ;
- Saint Paul sur le chemin de Damas ;
- La Mort d’Ananie ;
- Saint Pierre et saint Jean guérissant l'impotent ;
- La délivrance de saint Pierre ;
- La mort de saint Pierre ;

ainsi que des figures, dont celles Saint Paul, Saint Pierre et la Vierge. Des vestiges de ce décor se trouvent au département des sculptures du musée du Louvre, dans l'église Saint-Pierre et au musée des beaux-arts de Chartres.
La réalisation du mausolée de François Ier et Claude de France à la basilique de Saint-Denis est placé sous la direction de Philibert Delorme. Le sculpteur orléanais François Carmoy a le marché pour ébaucher les statues des priants du roi, de sa première épouse, de sa mère et de deux enfants. Les ébauches sont transportées d'Orléans à Paris, mais François Carmoy meurt à la fin de 1548. Pour terminer le travail Philibert Delorme fait appel à François Marchand et Pierre Bontemps. François Marchand, qui a quitté Paris, revient s'y installer en avril 1549. Il a reçu un acompte le 11 janvier 1550 pour intervenir sur la sépulture de François Ier. Le 18 avril 1551 il a reçu la commande pour réaliser l'image de Louise, fille du défunt roi, morte à trois ans. Mais François Marchand est déjà souffrant et n'a pu terminer aucune de ces œuvres et sa veuve a dû passer un contrat avec Charles Carmoy, frère de François pour réaliser les contrats signés par son mari.

Œuvres de François Marchand
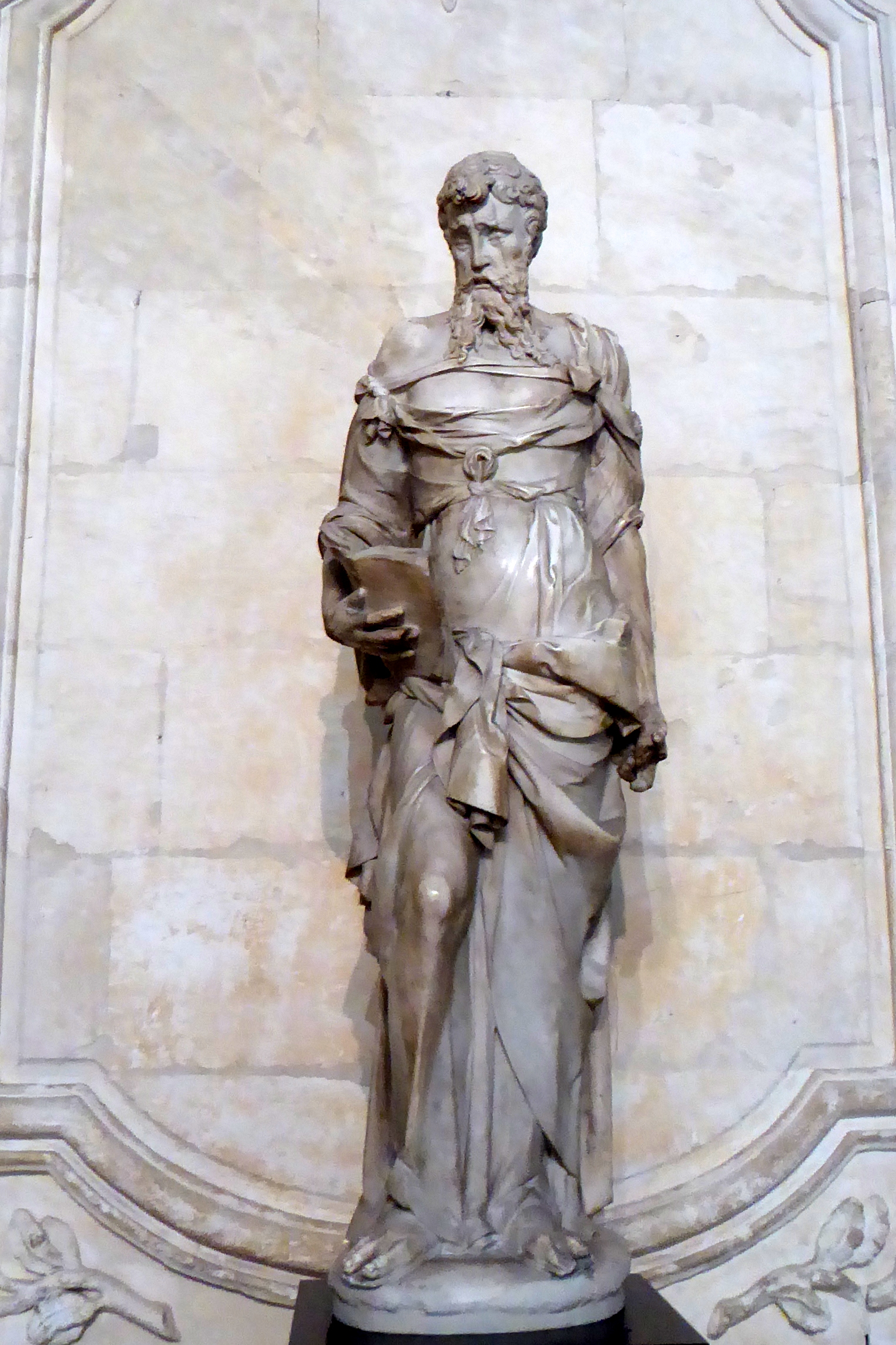
Saint-Paul captif[4] Musée des beaux-arts de Chartres.
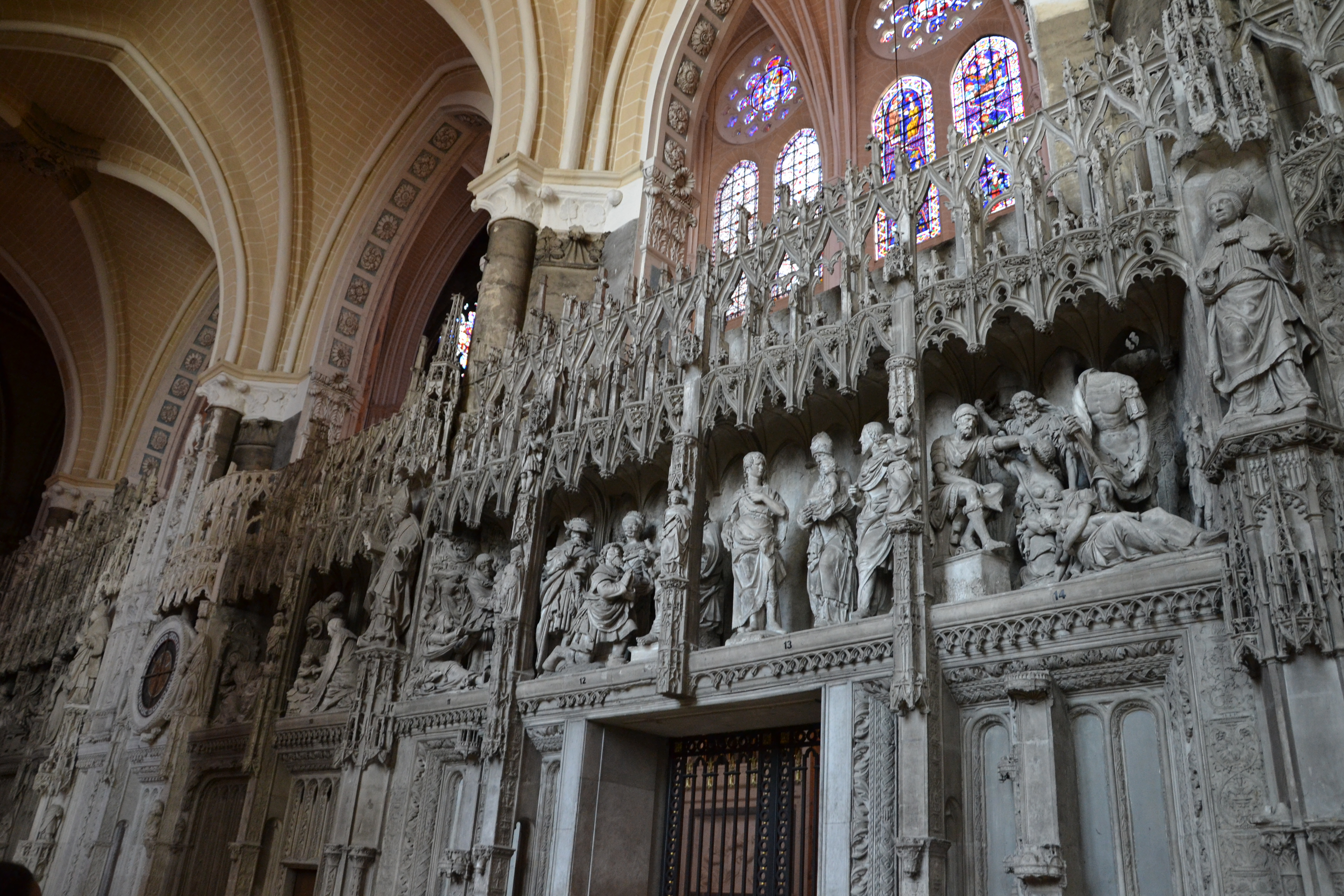
Les scènes n°13 et 14 Tour du chœur de la cathédrale de Chartres.
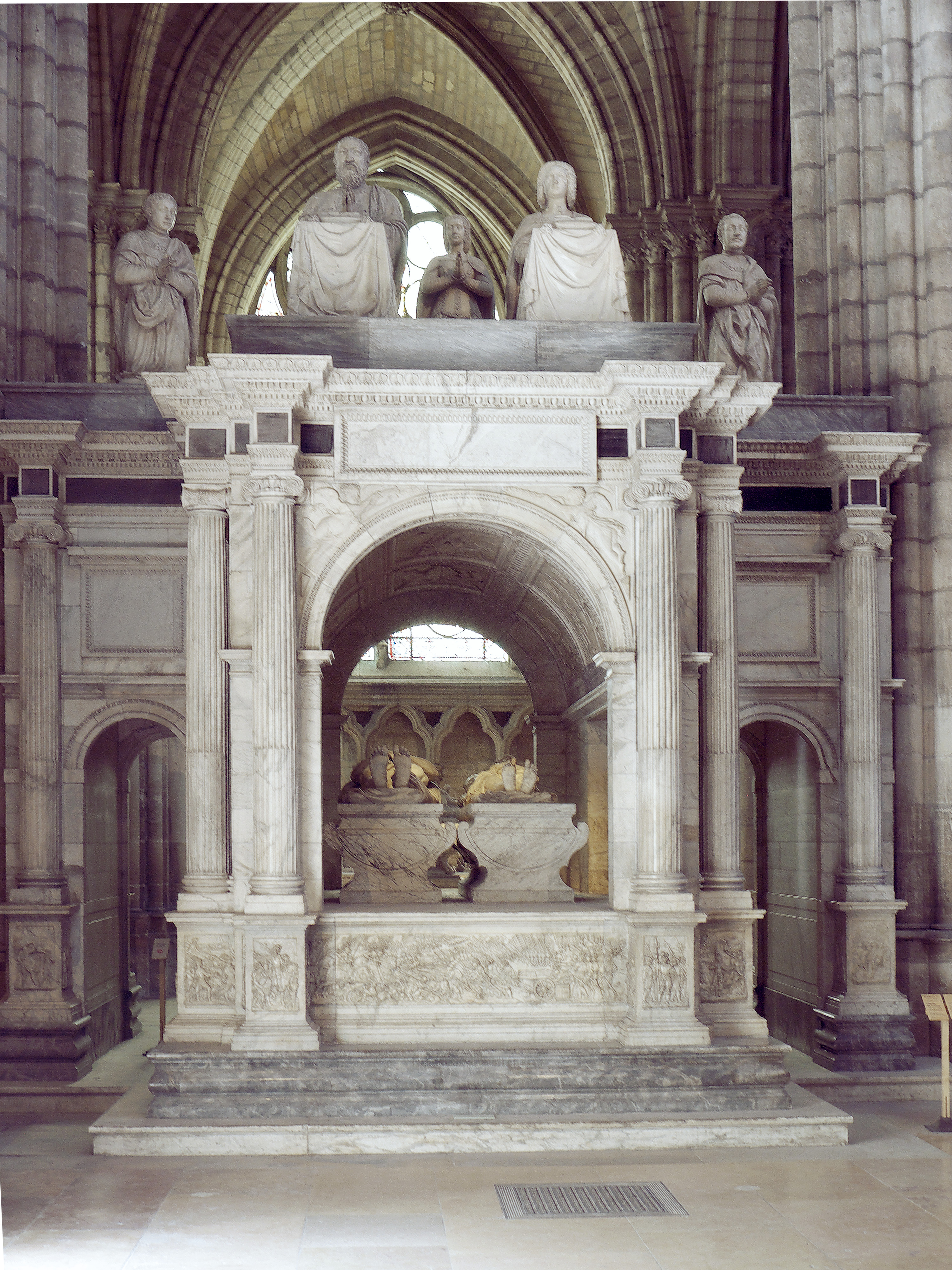
Mausolée de François Ier Basilique Saint-Denis.